# حرب أروكو
حرب أروكو هي صراع طويل الأمد بين الإسبان الاستعماريين وشعب المابوتشي، وقعت معظم أحداثه في أروكانيا. في البداية اشتعل الصراع كرد فعل على محاولة الغزو الإسباني إنشاء مدن وإجبار المابوتشي على العبودية (الإنكومياندا). بعد ذلك تطور بمرور الوقت إلى مراحل من الحروب منخفضة الحدة، والحصار المطول، وحملات مطاردة العبيد، وغارات النهب، والحملات العقابية، وتجديد المحاولات الإسبانية لتأمين الأراضي التي خسرتها. وشاع اختطاف النساء واغتصابات الحرب عند الطرفين.
بعد العديد من النجاحات الإسبانية الأولية في اختراق أرض المابوتشي، شكلت معركة كورالابا في عام 1598 وتدمير المدن السبع الذي تلا ذلك نقطة تحول في الحرب، وأدت إلى إنشاء حدود واضحة بين نطاق الهيمنة الإسبانية وأرض المابوتشي المستقلة. ومنذ القرن السابع عشر حتى أواخر القرن الثامن عشر، عقدت سلسلة من البرلمانات بين الحكام الملكيين ولونكو (سادة) المابوتشي، وانتقلت الحرب إلى مراحل من النهب المتقطع على يد الجنود الإسبان وكذلك المابوتشي والخارجين عن القانون.
تسببت حرب الاستقلال التشيلية بأعمال قتال جديدة على الحدود، حيث تقاتلت فصائل مختلفة من الإسبان والشيليين والمابوتشي من أجل الاستقلال أو الملكية أو المكاسب الشخصية. انتهى استقلال المابوتشي أخيرًا بالاحتلال التشيلي لأروكانيا بين عامي 1861 و1883. وقد استوحي صراع المابوتشي الحديث جزئيًا من حرب أروكو.

## الأسباب
في البداية، كانت منطقة الصراع الرئيسية التي حاول الإسبان تأمينها جنوب نهر بيو بيو هي الوديان المحيطة بكوردييرا دي ناويلبوتا. كانت الخطط الإسبانية لهذه المنطقة هي استغلال رواسب الذهب المكيثة باستخدام عمالة المابوتشي القسرية من الوديان المجاورة ذات الكثافة السكانية العالية. وكان تعدين الذهب خدمة للإسبان نشاطًا مميتًا قتل العديد من المابوتشي. بسبب الافتقار المابوتشي لتقاليد العمل القسري مثل شعب ميتا الأنديزي، فقد رفض معظمهم خدمة الإسبان، ما مهد الطريق لنشوب الصراع.
من ناحية أخرى، جاء الإسبان، ولا سيما من قشتالة وإكستريمادورا، من مجتمع شديد العنف. ووفقًا لدييغو دي روزاليس فإن زعيم المابوتشي لينتور شرح أنه يفضل «الموت محاربًا، بدلًا من السلام السيئ». من خلال تحليل الوضع في خمسينيات القرن السادس عشر، رأت محكمة ريال أودينثيا في سانتياغو أن عبودية المابوتشي كانت أحد أسباب استمرار حالة الحرب بين الإسبان وبينهم.

## الغزو الاسباني
كانت معركة رينوويلين سابقة لمعركة أروكو، ووقعت في عام 1536 بين فصيل من بعثة دييغو دي ألماغرو ومجموعة كبيرة من المابوتشي، بالقرب من التقاء نهري نيوبل وإيتاتا. وكانت بداية الحرب مع حملات غزو بيدرو دي فالديفيا.

### حملات بيدرو دي فالديفيا (1546–1553)

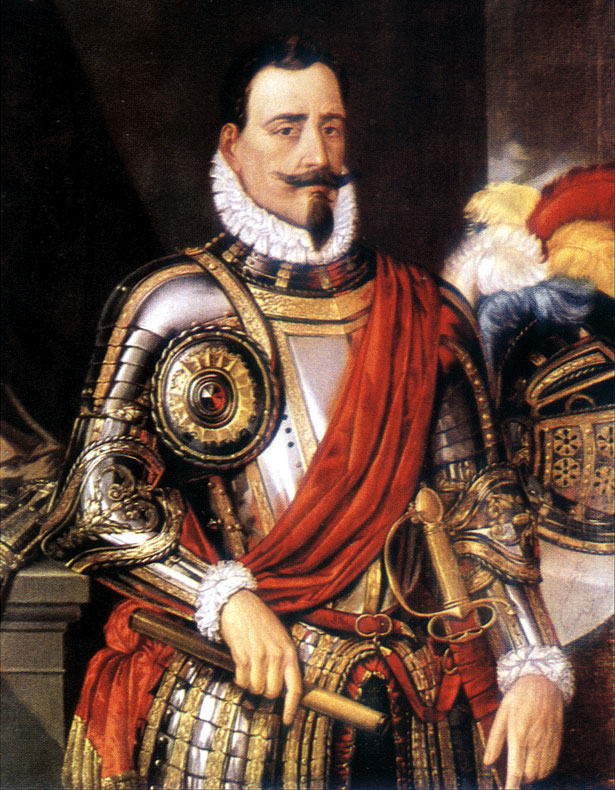
بيدرو دي فالديفيا

خلال المرحلة الأولى من غزو تشيلي، بدأ الكونكيستدور الإسباني بيدرو دي فالديفيا حملة مدتها تسع سنوات لتأمين مدينة سانتياغو، والتي دُمرت في 11 سبتمبر عام 1541 على يد شعب المابوتشو تحت إشراف زعيمهم ميتشيمالونكو. كان فالديفيا يأمل بتوسيع الأراضي الخاضعة لولايته، وعلى الرغم من إصاباته الناجمة عن سقوطه عن حصانه، قرر أن يقود البعثة إلى أروكانيا بشكل شخصي.
في عام 1544، أرسلت بعثة بحرية، تضم سفن البارك، سان بيدرو وسانتاياغيلو، تحت قيادة خوان باوتيستا باستيني، لاستعادة الساحل الجنوبي الغربي لأمريكا الجنوبية وحتى مضيق ماجلان. أبحرت البعثة من فالبارايسو، ودخلت خليج سان بيدرو، ورست في ما يعرف الآن باسم كونثبثيون وفي فالديفيا، والتي سُميت بهذا الاسم لاحقًا تكريمًا للقائد. وحين واجه عواصف شديدة جنوبًا، عاد إلى فالبارايسو.
انطلق فالديفيا نفسه في عام 1546، مع ستين فارسًا، بالإضافة إلى أدلة وحمالين، وعبر نهر إيتاتا، وهاجمهم محاربو المابوتشي في معركة كيلاكورا بالقرب من نهر بيو بيو. وأدرك أنه سيكون من المستحيل المضي قدمًا في مثل هذه المنطقة المعادية بقوة محدودة للغاية، فاختار فالديفيا العودة إلى سانتياغو بعد العثور على موقع لمدينة جديدة في ما يعرف الآن بمدينة بينكو والتي أصبحت لاحقًا أول موقع لكونثبثيون.

### تأسيس كونثبثيون وإمبريال وفالديفيا
في عام 1550، بدأت حملة استكشافية جديدة، تتكون من قوة بحرية تحت قيادة باستيني، وقوة برية من مئتي إسباني خيالة وراجلين وعدد من مساعدي المابوتشي تحت قيادة فالديفيا. خططوا للقاء على شواطئ خليج كونثبثيون. تقدمت الحملة إلى ما بعد نهر إيتاتا ونهر لاثا، إلى شواطئ نهر بيو بيو. وعلى طول الطريق خاضوا العديد من المعارك ضد مجموعات المابوتشي أثناء استكشافهم للمنطقة، وقتلوا الكثير منهم، دون خسارة تذكر على جانبهم. وبعد قضاء أكثر من أسبوع في المنطقة ومواجهة معارضة متزايدة، سار الإسبان نحو البحر من خلال وديان نهري لاثا وبيو بيو، نحو الساحل في بينكو. على ضفاف نهر أندلين، خيموا لمدة يومين بين النهر والبحيرة، حيث تعرضوا للهجوم في الليلة الثانية من قبل قوة كبيرة من أروكانيين بقيادة التوكي (القائد) أينافيّو في معركة أندلين. ردوا الهجوم الليلي في معركة حامية، عانى الإسبان من مقتل وجرح العديد من الرجال وخاصة الخيالة. بعد يوم من معالجة جروحهم، استمروا نحو نقطة لقائهم في خليج كونثبثيون. هناك بدأ فالديفيا ببناء حصن في ما يعرف الآن باسم بينكو.
في 23 فبراير، رسى أسطول باستيني في الخليج، وجلب الإمدادات والتعزيزات، وقدم المواد لإنهاء بناء الحصن. وفي 1 مارس، أسس فالديفيا مدينة كونثيبثيون ديل نويفو إكستريمو. في 3 مارس من ذلك العام، أنهي بناء الحصن، وتعرض بعد تسعة أيام لهجوم قوة كبيرة من المابوتشي في معركة بينكو. لكن هذه القوة فرقت ودحرت على الرغم من صغر حجم القوات الإسبانية. على الرغم من خضوع القبائل المحلية، أرسل فالديفيا مبعوثًا إلى نائب الملك في البيرو، طالبًا قوات إضافية؛ إذ كان يعلم أنه لن يتمكن من إكمال غزو أروكانيا بالقوات الموجودة تحت تصرفه فقط. وبعد تعزيز القوات في كونثيبثيون عام 1551، نظم حملة استكشافية أخرى لإنشاء حصن لا إمبريال على ضفاف نهر إمبريال. ثم عاد إلى كونثيبثيون لإعداد حملة استكشافية أخرى وانتظار التعزيزات التي وعد نائب الملك بإرسالها عن طريق البحر.
غادر فالديفيا مع مئتي جندي باتجاه حصن إمبريال، متجاهلًا الأوامر بأن ترسو القوات الجديدة في تيراس دي فالديفيا التي اكتشفها باستيني في وقت سابق. وبمجرد أن عبره في طريقه جنوبًا، أمر خيرونيمو دي ألديريتي بالاتجاه إلى الداخل وإنشاء حصن، بهدف تأمين جناحه الشرقي. تحقيقًا لهذه الغاية، وصل ألديريتي بحيرة فيلاريكا وأنشأ حصنًا هناك. في غضون ذلك، تقدم رتل فالديفيا جنوبًا وانضم إلى التعزيزات المرسلة من بيرو، تحت قيادة فرنسيسكو دي فيلاغرا. وهناك أسست مدينة سانتا ماريا لا بلانكا دي فالديفيا. بعد تحصين هذه الأماكن الجديدة، عاد فالديفيا إلى قاعدته في كونثبثيون في عام 1552، حيث تم العثور على مناجم الذهب المكيث في وادي نهر كيلاكويا.